# Hynobiinae
Hynobiinae is een onderfamilie van salamanders uit de familie Aziatische landsalamanders (Hynobiidae). De groep werd voor het eerst wetenschappelijk beschreven door Edward Drinker Cope in 1859.
Er zijn 57 soorten die verdeeld zijn in negen geslachten. Alle soorten komen voor in Eurazië: Rusland, Kamchatka en Siberië tot Iran, Afghanistan, Korea, Japan en China.

## Taxonomie
Onderfamilie Hynobiinae
- Geslacht Afghanodon
- Geslacht Batrachuperus
- Geslacht Hynobius
- Geslacht Iranodon
- Geslacht Liua
- Geslacht Pachyhynobius
- Geslacht Pseudohynobius
- Geslacht Ranodon
- Geslacht Salamandrella